# Muhammad al-Hamid

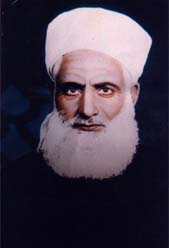
Muhammad al-Hamid

Muhammad al-Hamid (arabisch محمد الحامد, DMG Muḥammad al-Ḥāmid; * 1910 in Hama, Syrien; † 1969 in Hama) war ein syrischer islamistischer Aktivist. Er war Leiter des Nakschibendi-Ordens in Hama und gründete dort einen Zweig der Muslimbruderschaft.

## Biografie
Muhammad al-Hamid wurde 1910 in Hama geboren, das zu jener Zeit zum Osmanischen Reich gehörte. Er entstammte einer streng religiösen Familie. Sein Vater leitete den örtlichen Nakschibendi-Orden, und seine Mutter gehörte einer einflussreichen Dynastie von Religionsgelehrten an. Im Alter von sechs Jahren verlor Muhammad kurz nacheinander seine beiden Eltern. Sein Bruder Badr ad-Din, der die Verantwortung für die Familie übernommen hatte, sorgte dafür, dass er weiterhin die Schule besuchen konnte. 1928 zog er nach Aleppo, wo er seine religiöse Ausbildung fortsetzte, und kehrte 1935 in seine Heimatstadt zurück. 1938 begab er sich nach Ägypten, wo er an der al-Azhar-Universität in Kairo islamisches Recht studierte. Er spezialisierte sich auf islamische Jurisprudenz und erhielt die Genehmigung, als Kadi zu amtieren.
Während seines Aufenthaltes in Ägypten machte er die Bekanntschaft von Hasan al-Bannā, dem Gründer der ägyptischen Muslimbrüder, und wurde sein Berater. Gleichzeitig lernte er auch Mustafā as-Sibāʿī kennen und beschloss, nach seiner Rückkehr in Syrien die Muslimbruderschaft einzuführen. 1942 kehrte er nach Hama zurück, wo er als Richter, Religionslehrer und politischer Aktivist wirkte. In seinen Predigten in der Sultan-Moschee, der Hauptmoschee von Hama, wandte er sich gegen die französische Mandatsmacht und befürwortete einen Dschihad zur Beendigung des Kolonialismus. Nach Beendigung des französischen Mandats 1946 mobilisierte er Soldaten im Kampf gegen den jüdischen Jischuw in Palästina. Er wollte am Palästinakrieg teilnehmen, wurde aber von führenden muslimischen Geistlichen in Hama davon abgehalten. In den frühen 1950er Jahren versuchte er seine Schüler zu überzeugen, sich der syrischen Armee anzuschließen, um eine vollständige Machtübernahme durch den Sozialisten Akram al-Haurani zu verhindern.
Neben seinen politischen Anschauungen war al-Hamid vor allem als Prediger und Lehrer tätig. Er war Scheich des Nakschibendi-Ordens in Hama, Lehrer an der größten Mittelschule der Stadt, die nach Ibn Ruschd benannt ist, und erteilte abendliche religiöse Unterweisungen in der Sultan-Moschee, die sich großer Beliebtheit erfreuten. Einer seiner wichtigsten Anhänger wurde der Aktivist Sa’id Hawwa. In seinen Ansprachen bekämpfte al-Hamid die Säkularisierung, die seit den 1950er Jahren in Syrien vordrang, und betonte die Bedeutung des Korans. Selbst Hanafit, rief er zur Toleranz unter den verschiedenen islamischen Rechtsschulen auf.
In seinen letzten Lebensjahren erlebte al-Hamid den Aufstieg der Baath-Partei. In Verhandlungen mit den syrischen Behörden bemühte er sich um die Befreiung von Gefangenen und um die mögliche Rückkehr von Flüchtlingen. Er starb 1969 in Hama.